# Paul Momo
Paul Momo est un combattant d’état-major de la SDNK puis de l’Armée de libération nationale du Kamerun (ALNK). Au début proche de Martin Singap, il s'opposera à son leadership par la suite. 

## Biographie

### Enfance, éducation et débuts
Paul Momo de son vrai nom Paul Tchuembou, est né en 1930 à Baham.
Au début de son parcours politique, il est proche du chef Baham Pierre Kandem Ninyim qu'il suit au maquis quand celui ci est déposé par l'administration française en novembre 1956 lors du conflit de  la chefferie de Baham en compagnie de Martin Singap et Jérémie Ndéléné.

### Carrière
Paul Momo devient célèbre en laissant sur le lieu de ses attaques nocturnes des tracts signés « MP » ou « Momo Paul Génie sans peur et sans reproche ». , qui menacent les populations de nouvelles représailles en cas de collaboration avec les autorités. 
C'est un soldat du terrain au sein de la rébellion de l'UPC. Dès octobre 1958, après la capture de son chef Pierre Simo, il occupe la relève sans se soumettre aux stratégies de la direction de l'UPC. 
Lorsque l'UPC observe une trêve durant le débat de l'ONU, Momo et ses hommes sont actifs sur le terrain plus tôt que les autres « chefs rebelles ». 
Dans la nuit du 24 au 25 février 1959, sans l'aval de la direction de l'UPC. Il attaque la chefferie de Bandjoun, réputé bastion fortifié et impénétrable de la lutte anti-upc. Défiant le roi Joseph Ngnié Kamga et ses forces d'autodéfense, il brûle la chefferie de Bandjoun dans un incendie spectaculaire.
Il règne en seigneur de milice à Bafoussam, après avoir rallié le gouvernement le 10 avril 1960.
Il est tué en novembre 1960 à Bahouan.